# Mullen (Stati Uniti d'America)
Mullen è un comune degli Stati Uniti d'America, situato nello Stato del Nebraska, nella Contea di Hooker, della quale è il capoluogo e la città più popolosa.